# Pagodita

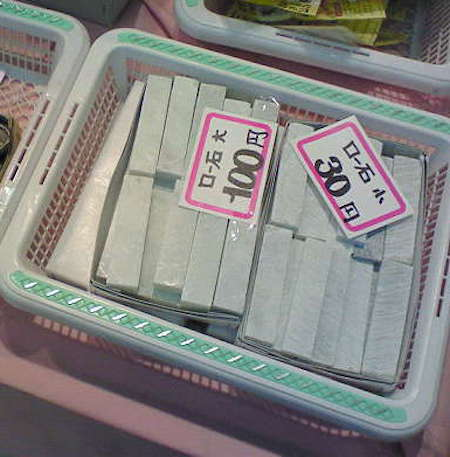
Pagodita a la venda al
Japó

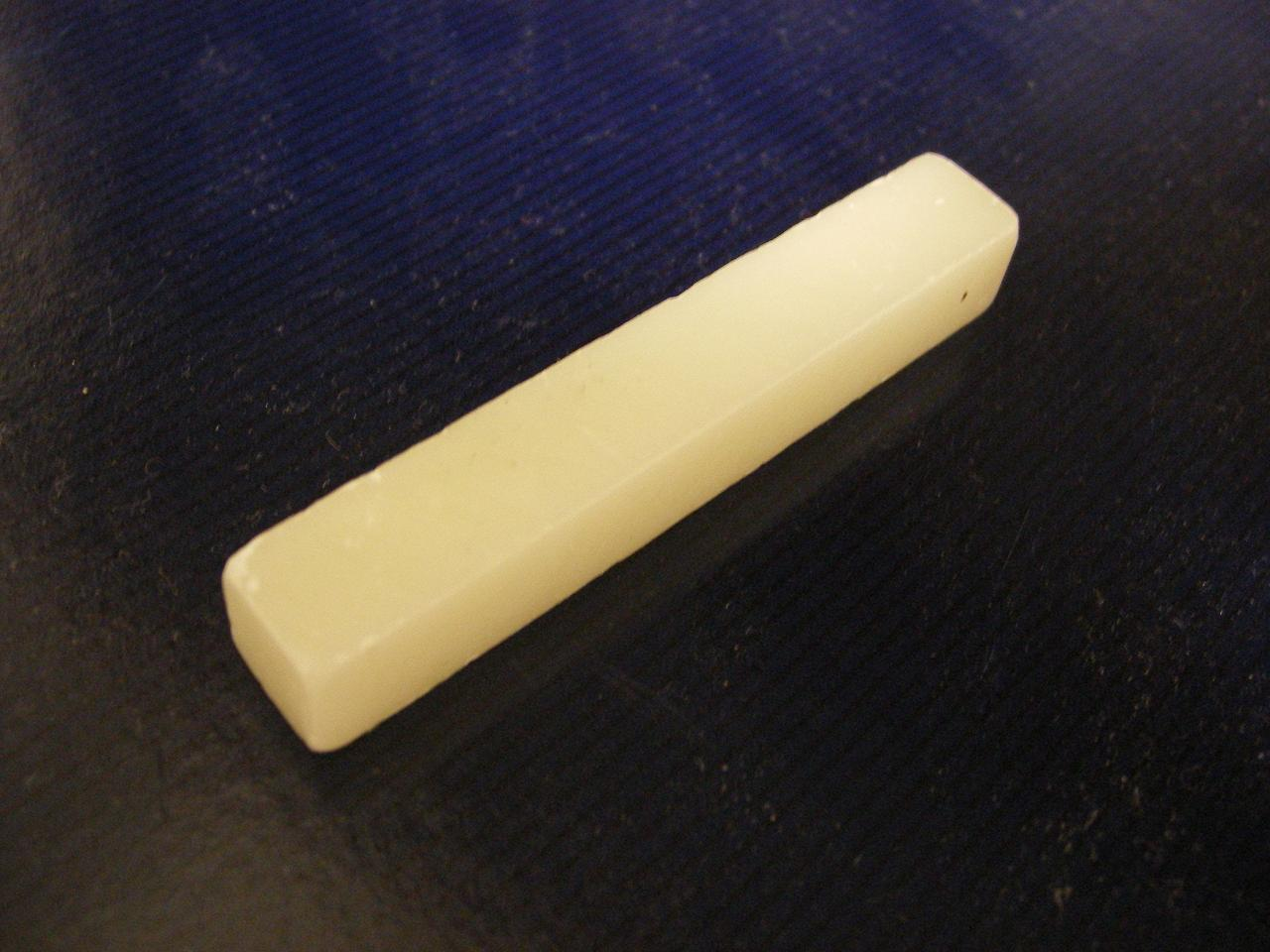
Barra d'agalmatolita

La pagodita és el nom d'una pedra utilitzada per artesans xinesos per esculpir pagodes i objectes similars. Normalment tova i de vegades sabonosa, pot ser de color verd grisenc o groc grisenc. El nom és probablement aplicat a qualsevol pedra utilitzada per a aquest propòsit i no una varietat específica. Altres noms també utilitzats en aquest context són agalmatolita, esteatita, pirofil·lita i pinita.